# Метью Бжезінський
Метью Бжезінський (англ. Matthew Brzezinski; * 7 жовтня 1965, Канада) — американський письменник і журналіст, племінник політолога і державного діяча США Збігнєва Бжезинського.

## Біографія
Закінчив Університет Макгілла в 1991 році. На початку 1990-х працював журналістом у Варшаві, писав для «Нью-Йорк таймс», «Економіст» і «Гардіан» та інших видань. Наприкінці 1990-х працював у Москві та Києві, після чого переїхав до США, де став автором «Нью-Йорк таймс», друкувався в інших виданнях.
Є автором декількох книг:
- «Казино Москва» (Free Press, 2001) — присвячена дослідженню атмосфери «Дикого сходу», яка склалася в Росії в 1990-х роках.
- «Fortress America» (Bantam, 2004) — присвячена новим технологіям і вразливості епохи після 9/11 років.
- «Червоний місячний підйом» (Holt, 2007) — нарис з історії космічних перегонів, які завершились 4 жовтня 1957 запуском радянського супутника.
- «Ісаакієва армія» (Random House 2012) — нарис з історії групи польського єврейського підпілля часів Другої світової війни.

### Особисте життя
Живе в Манчестері (штат Массачусетс) з дружиною та трьома дітьми.